# 204839 Suzhouyuanlin
204839 Suzhouyuanlin è un asteroide della fascia principale. Scoperto nel 2007, presenta un'orbita caratterizzata da un semiasse maggiore pari a 2,3200470 au e da un'eccentricità di 0,0701476, inclinata di 6,86058° rispetto all'eclittica.
L'asteroide è dedicato ai giardini classici di Suzhou, attraverso la trascrizione anglofona dell'endonimo cinese.